# Great Republic
Le Great Republic fut le plus grand clipper marchand en bois jamais construit. Il a été réalisé par le concepteur naval Donald McKay sur son chantier de East Boston.

Le lancement de ce quatre-mâts barque eut lieu le 4 octobre 1853 devant 30 000 à 50 000 spectateurs, parmi lesquels Ferdinand Laeisz, l'armateur des Flying P-Liner de Hambourg.

## Histoire
Le Great Republic a été conçu pour être le plus rentable des voiliers de commerce pour cette ruée vers l'or australien et le commerce dans les mers australes. Il peut transporter le double de tonnage que son meilleur concurrent de l'époque.
Son voyage inaugural le mena de Boston à New York pour y prendre sa première cargaison. Le 27 décembre 1853, alors qu'il est à quai des bâtiments de la Novelty Baking Co. avec deux autres navires marchands, le White Squall et le Joseph Walker, le Great Republic et les deux autres navires subissent un terrible incendie. Les deux premiers navires sont totalement détruits et le Great Republic est brûlé jusqu'à la ligne de flottaison. Le navire est déclaré irréparable et Donald McKay est dédommagé par les assurances.
La carcasse est vendue au capitaine Nathaniel Palmer. Le navire est reconstruit par Sneeden & Whitlock à Greenpoint Long Island dans l'État de New York. La mâture est réduite et avec un tonnage de 3 357 TJB il reste tout de même le plus gros navire marchand.

Il est lancé le 24 février 1855 et fait son voyage inaugural de New York à Liverpool en 13 jours,  battant le record de vitesse sur cette liaison. Il battra, jusqu'en 1862, plusieurs records sur les liaisons New York - Liverpool, New York - San-Francisco...
En 1862, le dernier mât est écarté et le Great Republic transformé en trois-mâts carré, le plus grand jamais construit. Dès 1864 à 1868, il reste à quai à Yarmouth au Canada.
En 1868-1869, il est vendu à la Merchants Trading Co. de Liverpool. Il est rebaptisé Denmark et commercera sur la route des Indes.
Le 5 mars 1872, faisant route de Rio de Janeiro vers Saint-Jean, Nouveau-Brunswick, après un ouragan au large des Bermudes, le navire est abandonné par l'équipage à cause d'une voie d'eau.